# 残酷焼
残酷焼（ざんこくやき）は、生きたままのイセエビやアワビ、サザエなどを炭火などの直火で焼く料理のこと。
三重県志摩市浜島町浜島の温泉旅館・宝来荘の登録商標である(なお同旅館は2018年5月で営業終了している)。仕事を終えた海女らが海女小屋（海女の作業小屋）で囲炉裏を囲んで生きた魚介類を焼いて食べたのが始まりであるという。